# Vicarabad
Vicarabad é uma cidade e uma nagar panchayat no distrito de Rangareddi, no estado indiano de Andhra Pradesh.

## Demografia
Segundo o censo de 2001, Vicarabad tinha uma população de 42 258 habitantes. Os indivíduos do sexo masculino constituem 50% da população e os do sexo feminino 50%. Vicarabad tem uma taxa de literacia de 64%, superior à média nacional de 59,5%: a literacia no sexo masculino é de 72% e no sexo feminino é de 57%. Em Vicarabad, 13% da população está abaixo dos 6 anos de idade.